# 엉덩국
엉덩국(본명: 김영택, 1994년 12월 24일 ~ )은 대한민국의 만화가이다. 국립경국대학교 국어국문학과를 졸업하였으며, 자신의 네이버 블로그에서 활동하고있다.
2009년부터 웃긴대학에 만화를 올리기 시작했다. 그 후 2010년 11월 '성 정체성을 깨달은 아이' 발표후, 인터넷상에서 큰 인기를 끌게 되었다.
2014년 7월 7일에 대한민국 육군으로 입대한 후 2016년 4월 6일 전역하였다.
2017년 4월 21일부터 2018년 6월 29일까지 투믹스에서 엉덩국 만화공장을 정식 연재 했다.

## 대표작
- 성 정체성을 깨달은 아이
- 존슨의 움직이는 성
- 덩국맨 이야기
- 스님의 일탈
- 엉덩국신드롬 -엉덩국 다마고찌의 역습-
- 월드 워 Z!
- 데이빗의 게이혐오증
- 아찌♥
- 선정적인 세상
- 찌르래기맨
- 잉여도감
- 엉덩국 만화공장
- 애기공룡 둘리[3]
- 싸움짱 디디
- 냉장고에서 온 사람
- 슬픈 젖꼭지 증후군

## 참고 자료
- 《주간경향》 (언더그라운드.넷)“찰지구나”, 대중문화의 아이콘이 되다 2011년 6월 14일 주간경향 929호
- "성인만화 영역 줄어든 대한민국... 안타깝다" (만화평론가 박인하의 엉덩국 평가)